# Vägen hem (2009)
Vägen hem – En film om synden, skulden och skotten i Knutby är en svensk dramadokumentär av Karin Swärd som visades i tre avsnitt på TV4 i februari 2009.

## Om filmen
Filmen innehåller långa avsnitt med texter från nedskrivna polisförhör. Det finns även autentiskt ljudmaterial från predikningar där skådespelarna endast står för bilden.

## Rollista
- Emil Almén – Helge Fossmo
- Liv Mjönes – Sara Svensson
- Anna-Lena Strindlund – Åsa Waldau

### Fotnoter
1. ↑  ”TV4 2009-02-12”. Svensk mediedatabas. 12 februari 2018. https://smdb.kb.se/catalog/id/002454737. Läst 22 maj 2018.
2. ↑  ”TV4 2009-02-19”. Svensk mediedatabas. 19 februari 2018. https://smdb.kb.se/catalog/id/002458057. Läst 22 maj 2018.
3. ↑  ”TV4 2009-02-26”. Svensk mediedatabas. 26 februari 2018. https://smdb.kb.se/catalog/id/002460597. Läst 22 maj 2018.